# Zalesie (powiat niżański)
Zalesie – wieś w Polsce położona w województwie podkarpackim, w powiecie niżańskim, w gminie Jeżowe.
Wzmiankowane w 1750 w ksiągach metrykalnych parafii Narodzenia NMP w Jeżowem.
W 1968 powstała Ochotnicza Straż Pożarna w Zalesiu.
W latach 1975–1998 miejscowość należała administracyjnie do województwa tarnobrzeskiego.